# 巴尔德托尔托拉
巴尔德托尔托拉，是西班牙卡斯蒂利亚-拉曼恰昆卡省的一个市镇。总面积103平方公里，总人口139人（2001年），人口密度1人/平方公里。